# Alla Allans visor
Alla Allans visor är en CD-box från 2005 med alla Allan Edwalls album.

## Låtlista
Mina visor 1
GROVDOPPA: (1979)
1. Årstider
2. Jag gick mig åt körka
3. Baciller
4. Kärleksvisa
5. Kultur
6. Möss och människor
7. Trevligt att se dig
8. Förhoppning
9. Hjälp
10. För ingenting - för kärleks skull
11. Köpråd
12. Far
13. Jämtsnoa

FÄRDKNÄPP: (1981)
1. Kom
2. Fem apparater
3. Sommarvisa
4. Som de flesta
5. Lilla Ester
6. Du och jag
7. Plötsligt en dag
8. Rehabilitering
9. Pensionären
10. Giv mig åter
11. Visst är det bätter, men int' är det bra
12. Jämtländsk vaggvisa

Mina visor 2
GNÄLLSPIK: (1982)
1. Akrobatik
2. När små fåglar dör
3. Fredens man
4. Blod i brand
5. Bli som far
6. Mot okänt mål
7. Kalle Skum
8. Dystervals
9. Kanske
10. Inga-Lill
11. Troll och älva

VETAHUTERI: (1984)
1. Den lilla bäcken
2. Tummetotteri
3. Gullegubben
4. Familjeporträtt
5. Vaggvisa
6. En kråka flög
7. En rektig kär
8. Bestäm dig
9. Hamburg -46
10. Den svenska solen
11. En egen hjärtevän
12. Liksom stjärnorna

Mina visor 3
AFTONRO: (2005)
1. Mor dansar
2. Visst är det bätter, men int' är det bra
3. Aftonro
4. Förhoppning
5. Dystervals (i dur)
6. Du och jag
7. Kanske
8. Kärleksvisa
9. Morbror och grisen
10. En rektig kär
11. Du får duga
12. Göken
13. Slumpens makt i Luleå
14. Familjeporträtt
15. Nu löser solen
16. Misse
17. Motgångar
18. Avsiktsdeklaration
19. Lågkonjunktur

RAMSOR OM DOM OCH OSS: (1982)
1. Ramsor om dom och oss, del 1
2. Ramsor om dom och oss, del 2
3. Vägens dåre
4. Du och jag
5. Plötsligt en dag
6. Jag gick mig åt körka
7. Självporträtt
8. För längesen
9. Tittut
10. Förhoppning